# Tour de France 1995
82. ročník etapového cyklistického závodu Tour de France se konal mezi 1. a 23. červencem 1995. Vítězem se stal popáté v řadě Španěl Miguel Indurain, pro nějž to bylo poslední vítězství na Tour. Závod byl poznamenán smrtí italského závodníka Fabia Casartelliho během 15. etapy při sjezdu z Col de Portet d’Aspet.
Vítězem bodovací soutěže se stal Laurent Jalabert, jenž později téhož roku vyhrál Vueltu a España 1995, vrchařskou soutěž podruhé za sebou vyhrál Richard Virenque. Nejlepším mladým jezdcem se stal Ital Marco Pantani, který Tour vyhrál o 3 roky později.

## Týmy
Na Tour přijelo 21 týmů, každý s 9 jezdci. Týmy byly vybrány ve dvou kolech. V květnu 1995 bylo oznámeno prvních 15 týmů, v červnu organizátoři udělili 5 divokých karet. Krátce před startem závodu se tým Le Groupement rozhodl pro neúčast v závodu kvůli zranění jejich lídra Luca Leblanca a finančním problémům. Jejich místo bylo uděleno týmu Aki–Gipiemme, vzhledem k tomu, že to byl první tým na rezervní listině. Nakonec se organizátoři rozhodli pozvat ještě jeden tým, a to kombinovaný tým složený z jezdců Teamu Telekom a ZG Mobili. V tomto týmu bylo 6 jezdců z Teamu Telekom a 3 jezdci z týmu ZG Mobili.
Týmy, které se zúčastnily závodu, byly:

### Kvalifikované týmy
- Aki–Gipiemme
- Banesto
- Carrera Jeans–Tassoni
- Castorama
- Chazal–König
- Festina–Lotus
- GAN
- Gewiss–Ballan
- Lotto–Isoglass
- Mapei–GB–Latexco
- Mercatore Uno–Saeco
- MG Maglificio–Technogym
- Motorola
- Novell–Decca–Colnago
- ONCE

### Pozvané týmy
- Brescialat–Fago
- Kelme–Sureña
- Lampre–Panaria
- Polti–Granaloro–Santini
- Team Telekom/ZG Mobili–Selle Italia
- TVM–Polis Direct

## Trasa a etapy
| Etapa | Datum              | Trasa                                              | Vzdálenost          | Typ                 | Typ                  | Vítěz                        |
| ----- | ------------------ | -------------------------------------------------- | ------------------- | ------------------- | -------------------- | ---------------------------- |
| P     | 1. července        | Saint-Brieuc                                       | 7,3 km (4,5 mi)     |                     | Individuální časovka | Jacky Durand (FRA)           |
| 1     | 2. července        | Dinan – Lannion                                    | 233,5 km (145,1 mi) |                     | Rovinatá etapa       | Fabio Baldato (ITA)          |
| 2     | 3. července        | Perros-Guirec – Vitre                              | 235,5 km (146,3 mi) |                     | Rovinatá etapa       | Mario Cipollini (ITA)        |
| 3     | 4. července        | Mayenne – Alençon                                  | 67,0 km (41,6 mi)   |                     | Týmová časovka       | Gewiss-Ballan                |
| 4     | 5. července        | Alençon – Le Havre                                 | 162,0 km (100,7 mi) |                     | Rovinatá etapa       | Mario Cipollini (ITA)        |
| 5     | 6. července        | Fécamp – Dunkerk                                   | 261,0 km (162,2 mi) |                     | Rovinatá etapa       | Jeroen Blijlevens (NED)      |
| 6     | 7. července        | Dunkerk –Charleroi (Belgie)                        | 202,0 km (125,5 mi) |                     | Rovinatá etapa       | Erik Zabel (GER)             |
| 7     | 8. července        | Charleroi (Belgie) – Lutych (Belgie)               | 203,0 km (126,1 mi) |                     | Kopcovitá etapa      | Johan Bruyneel (BEL)         |
| 8     | 9. července        | Huy (Belgie) – Seraing (Belgie)                    | 54,0 km (33,6 mi)   |                     | Individuální časovka | Miguel Indurain (ESP)        |
|       | 10. července       | Le Grand-Bornand                                   | Le Grand-Bornand    |                     | Den odpočinku        | Den odpočinku                |
| 9     | 11. července       | Le Grand-Bornand - La Plagne                       | 160,0 km (99,4 mi)  |                     | Horská etapa         | Alex Zülle (SUI)             |
| 10    | 12. července       | La Plagne – Alpe-d'Huez                            | 162,5 km (101,0 mi) |                     | Horská etapa         | Marco Pantani (ITA)          |
| 11    | 13. července       | Le Bourg-d'Oisans – Saint-Étienne                  | 199,0 km (123,7 mi) |                     | Kopcovitá etapa      | Maximilian Sciandri (GBR)    |
| 12    | 14. července       | Saint-Étienne – Mende                              | 222,5 km (138,3 mi) |                     | Kopcovitá etapa      | Laurent Jalabert (FRA)       |
| 13    | 15. července       | Mende – Revel                                      | 245,0 km (152,2 mi) |                     | Rovinatá etapa       | Sergej Utchakov (UKR)        |
| 14    | 16. července       | Saint-Orens-de-Gameville – Guzet-Neige             | 164,0 km (101,9 mi) |                     | Horská etapa         | Marco Pantani (ITA)          |
|       | 17. července       | Saint-Girons                                       | Saint-Girons        |                     | Den odpočinku        | Den odpočinku                |
| 15    | 18 July            | Saint-Girons – Cauterets                           | 206,0 km (128,0 mi) |                     | Horská etapa         | Richard Virenque (FRA)       |
| 16    | 19. července       | Tarbes – Pau                                       | 149,0 km (92,6 mi)  |                     | Horská etapa         | —                            |
| 17    | 20. července       | Pau – Bordeaux                                     | 246,0 km (152,9 mi) |                     | Rovinatá etapa       | Erik Zabel (GER)             |
| 18    | 21. července       | Montpon-Ménestérol – Limoges                       | 166,5 km (103,5 mi) |                     | Rovinatá etapa       | Lance Armstrong (USA)        |
| 19    | 22. července       | Lac de Vassivière – Lac de Vassivière              | 46,5 km (28,9 mi)   |                     | Individuální časovka | Miguel Indurain (ESP)        |
| 20    | 23. července       | Sainte-Geneviève-des-Bois – Paris (Champs-Élysées) | 155,0 km (96,3 mi)  |                     | Rovinatá etapa       | Džamolidin Abdužaparov (UZB) |
|       | Celková vzdálenost | Celková vzdálenost                                 | 3 635 km (2 259 mi) | 3 635 km (2 259 mi) | 3 635 km (2 259 mi)  | 3 635 km (2 259 mi)          |

## Shrnutí závodu

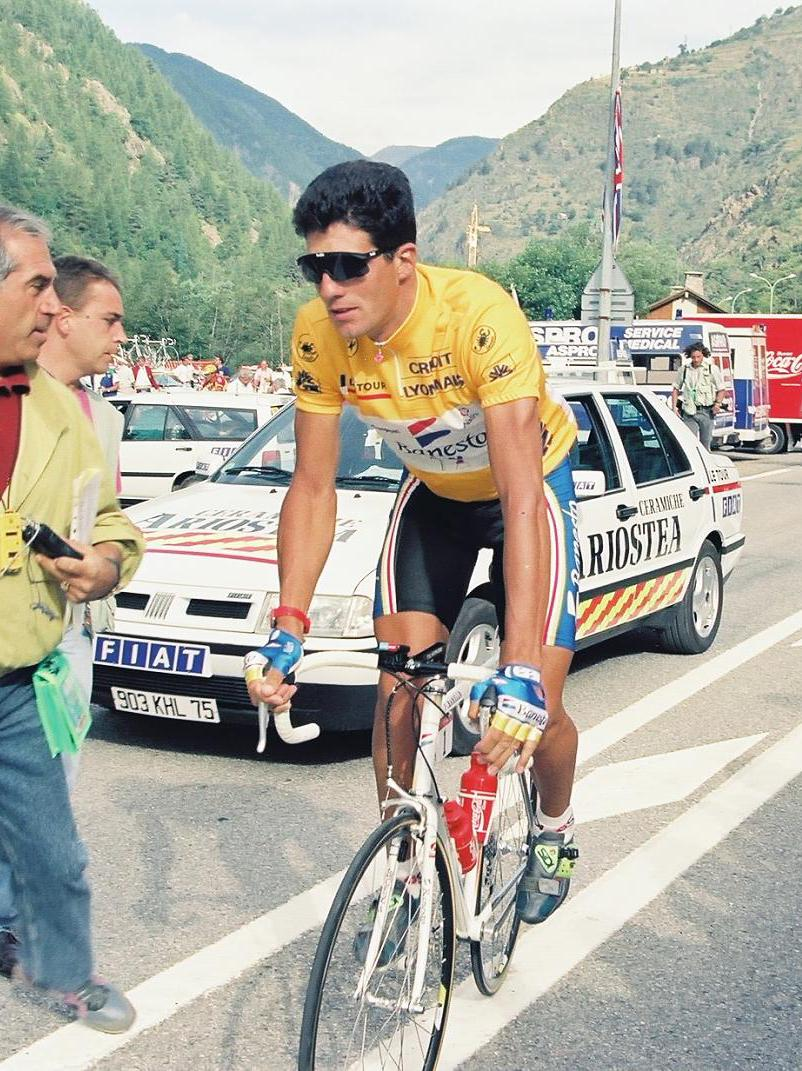
Miguel Indurain (zobrazen na Tour de France 1993), celkový vítěz závodu

První jezdci na trati odjeli prolog ve slunečném počasí, ale později začalo pršet, a závodníci, kteří startovali později, museli jet po kluzkých cestách. Chris Boardman, velký favorit prologu a outsider celkového pořadí, spadnul během své jízdy, a následně byl sražen týmovým autem. Kvůli tomu musel odstoupit ze závodu. Vítězem prologu se stal Jacky Durand, jeden z brzkých startujících.
Durand zůstal ve vedení do třetí etapy, ve které se před něj dostal Laurent Jalabert kvůli časovým bonusům získaným na sprinterských prémiích. Jalabert zůstal ve žluté 2 etapy, a vedení ztratil po pádu ve 4. etapě. Ivan Gotti, jezdec týmu Gewiss, který vyhrál týmovou časovku ve 3. etapě, se stal novým vedoucím závodníkem.
V sedmé etapě přišel nečekaný Indurainův útok, který zamíchal celkovým pořadím. Indurain zaútočil v kopcovitých Ardenách, a pouze Johan Bruyneel byl schopen se ho udržet. Indurain pracoval celou dobu na čele skupiny a utvořil náskok skoro jedné minuty, zatímco Bruyneel se pouze vezl, ale v závěrečném sprintu předjel Induraina a stal se novým lídrem závodu.
Indurain byl v tento moment druhý celkově, a po vítězství v časovce v 8. etapě se stal novým lídrem závodu. Jeho nejbližším rivalem byl Bjarne Riis, jenž na něj ztrácel 23 sekund, další závodníci byli až 2 minuty za Riisem.
Peloton se v 9. etapě dostal do vysokých hor. Alex Zülle zaútočil, a utvořil si výhodu několika minut. Indurain ho klidně pronásledoval až do posledního stoupání, ve kterém ujel ostatním. Zülle vyhrál etapu a dostal se na druhé místo v celkovém pořadí, zatímco Indurain získal cenné minuty na své soupeře.
Desátá etapa byla znovu ve vysokých horách. Marco Pantani, v ten moment už neschopen bojovat o vítězství, vyhrál etapu; Indurain, Zülle a Riis dokončili společně.
12. etapa nebyla původně považována za důležitou pro jezdce na celkové pořadí. Vše se ovšem změnilo po útoku Laurenta Jalaberta na začátku etapy. Jalabert, týmový kolega Zülleho, byl šestý v celkovém pořadí, více než devět minut za Indurainem. K Jalabertovi se připojili další tři jezdci, z nichž byli dva jeho týmoví kolegové. Jedním z nich byl Melchior Mauri na osmém místě a také mohl ohrozit Indurainovu pozici. Týmoví parťáci dobře spolupracovali a ve chvíli, kdy měli náskok okolo 10 minut, se Jalabert stal virtuálním lídrem závodu. V ten moment začal Indurainův tým Banesto a Riisův tým Gewiss spolupracovat na snížení náskoku vedoucí skupiny. Náskok se jim podařilo snížit na 6 minut, což znamenalo Jalabertův posun na čtvrté místo v celkovém pořadí. Tým ONCE nyní měl tři jezdce v první pětce: Zülleho na druhém místě, Jalaberta na čtvrtém and Mauriho na pátém místě.
Ve 14. etapě se závod dostal do Pyrenejí. Pantani znovu ukázal své schopnosti v horách a vyhrál etapu. Další favorité zůstali víceméně spolu, takže se celkové pořadí nijak zásadně nezměnilo.
V 15. etapě již na začátku zaútočil Richard Virenque. Na všech 6 vrcholů na trase se dostal první a vyhrál etapu. Několik cyklistů za ním mělo nehodu při sjezdu z Portet d'Aspet, mezi nimiž byl i Fabio Casartelli. Casartelli hlavou zasáhl betonovou zábranu ve vysoké rychlosti bez toho, aniž by měl na hlavě helmu, a v nemocnici byl prohlášen za mrtvého.
Z respektu vůči Casartellimu byla šestnáctá etapa odjeta v nezávodním duchu. Casartelliho týmovým kolegům z týmu Motorola bylo umožněno překřížit cílovou pásku jako první. Lance Armstrong, týmový kolega Casartelliho, vyhrál 18. etapu. Armstrong věnoval své vítězství Casartellimu. Indurain měl stále pohodlný náskok a ten ještě zvýšil vítězstvím v poslední časovce toho ročníku. Stal se tak popáté v řadě celkovým vítězem Tour de France.

## Průběžné výsledky
| Etapa               | Vítěz                  | Celková klasifikace                 | Bodovací soutěže                  | Vrchařská soutěž                  | Mladý jezdec               | Soutěž týmů      | Aktivita                              | Aktivita                              |
| Etapa               | Vítěz                  | Celková klasifikace                 | Bodovací soutěže                  | Vrchařská soutěž                  | Mladý jezdec               | Soutěž týmů      | Cena                                  | Klasifikace                           |
| ------------------- | ---------------------- | ----------------------------------- | --------------------------------- | --------------------------------- | -------------------------- | ---------------- | ------------------------------------- | ------------------------------------- |
| P                   | Jacky Durand           | Jacky Durand                        | Jacky Durand                      | Arsenio Gonzalez                  | Gabriele Colombo           | Castorama        | neuděleno                             | neuděleno                             |
| 1                   | Fabio Baldato          | Jacky Durand                        | Fabio Baldato                     | François Simon                    | Gabriele Colombo           | Castorama        | Erik Dekker                           | Erik Dekker                           |
| 2                   | Mario Cipollini        | Laurent Jalabert                    | Džamolidin Abdužaparov            | François Simon                    | Dirk Baldinger             | Castorama        | Eric Vanderaerden                     | Erik Dekker                           |
| 3                   | Gewiss-Ballan          | Laurent Jalabert                    | Džamolidin Abdužaparov            | François Simon                    | Gabriele Colombo           | Gewiss-Ballan    | neuděleno                             | Erik Dekker                           |
| 4                   | Mario Cipollini        | Ivan Gotti                          | Mario Cipollini                   | François Simon                    | Jevgenij Berzin            | Gewiss-Ballan    | Francisco Cabello                     | Erik Dekker                           |
| 5                   | Jeroen Blijlevens      | Ivan Gotti                          | Mario Cipollini                   | Dmitrij Konyšev                   | Jevgenij Berzin            | Gewiss-Ballan    | Rolf Järmann                          | Rolf Järmann                          |
| 6                   | Erik Zabel             | Bjarne Riis                         | Džamolidin Abdužaparov            | Dmitrij Konyšev                   | Jevgenij Berzin            | Gewiss-Ballan    | Herman Frison                         | Rolf Järmann                          |
| 7                   | Johan Bruyneel         | Johan Bruyneel                      | Laurent Jalabert                  | Richard Virenque                  | Jevgenij Berzin            | Gewiss-Ballan    | Miguel Indurain                       | Miguel Indurain                       |
| 8                   | Miguel Indurain        | Miguel Indurain                     | Laurent Jalabert                  | Richard Virenque                  | Jevgenij Berzin            | Gewiss-Ballan    | neuděleno                             | Miguel Indurain                       |
| 9                   | Alex Zülle             | Miguel Indurain                     | Laurent Jalabert                  | Richard Virenque                  | Marco Pantani              | ONCE             | Alex Zülle                            | Alex Zülle                            |
| 10                  | Marco Pantani          | Miguel Indurain                     | Laurent Jalabert                  | Richard Virenque                  | Marco Pantani              | ONCE             | Laurent Brochard                      | Alex Zülle                            |
| 11                  | Max Sciandri           | Miguel Indurain                     | Laurent Jalabert                  | Richard Virenque                  | Marco Pantani              | ONCE             | Hernán Buenahora                      | Alex Zülle                            |
| 12                  | Laurent Jalabert       | Miguel Indurain                     | Laurent Jalabert                  | Richard Virenque                  | Marco Pantani              | ONCE             | Laurent Jalabert                      | Laurent Jalabert                      |
| 13                  | Sergej Ovčakov         | Miguel Indurain                     | Laurent Jalabert                  | Richard Virenque                  | Marco Pantani              | ONCE             | Serguei Ovčakov                       | Laurent Jalabert                      |
| 14                  | Marco Pantani          | Miguel Indurain                     | Laurent Jalabert                  | Richard Virenque                  | Marco Pantani              | ONCE             | Marco Pantani                         | Laurent Jalabert                      |
| 15                  | Richard Virenque       | Miguel Indurain                     | Laurent Jalabert                  | Richard Virenque                  | Marco Pantani              | ONCE             | Richard Virenque                      | Hernán Buenahora                      |
| 16                  | —                      | Miguel Indurain                     | Laurent Jalabert                  | Richard Virenque                  | Marco Pantani              | ONCE             | neuděleno                             | Hernán Buenahora                      |
| 17                  | Erik Zabel             | Miguel Indurain                     | Laurent Jalabert                  | Richard Virenque                  | Marco Pantani              | ONCE             | Thierry Marie                         | Hernán Buenahora                      |
| 18                  | Lance Armstrong        | Miguel Indurain                     | Laurent Jalabert                  | Richard Virenque                  | Marco Pantani              | ONCE             | Lance Armstrong                       | Hernán Buenahora                      |
| 19                  | Miguel Indurain        | Miguel Indurain                     | Laurent Jalabert                  | Richard Virenque                  | Marco Pantani              | ONCE             | neuděleno                             | Hernán Buenahora                      |
| 20                  | Džamolidin Abdužaparov | Miguel Indurain                     | Laurent Jalabert                  | Richard Virenque                  | Marco Pantani              | ONCE             | Sergej Ušakov                         | Hernán Buenahora                      |
| Konečné pořadí 1995 | Konečné pořadí 1995    | Celková klasifikace Miguel Indurain | Bodovací soutěže Laurent Jalabert | Vrchařská soutěž Richard Virenque | Mladý jezdec Marco Pantani | Soutěž týmů ONCE | Nejaktivnější jezdec Hernán Buenahora | Nejaktivnější jezdec Hernán Buenahora |

- Thierry Laurent nosil v 1. etapě zelený trikot.
- 16. etapa byla anulována po úmrtí Fabia Casartelliho během 15. etapy. Peloton jel etapu pomalu a umožnil Casartelliho týmovým kolegům, kteří jeli bok po boku, aby dojeli jako první do cíle.

## Konečné pořadí
| Legenda                             | Legenda                              | Legenda                             | Legenda                               |                                     |
| ----------------------------------- | ------------------------------------ | ----------------------------------- | ------------------------------------- | ----------------------------------- |
| A yellow jersey.                    | Označuje vítěze celkové klasifikace. | A green jersey.                     | Označuje vítěze bodovací klasifikace. |                                     |
| A white jersey with red polka dots. | Označuje vítěze horské klasifikace.  | Označuje vítěze horské klasifikace. | Označuje vítěze horské klasifikace.   | Označuje vítěze horské klasifikace. |

### Celkové pořadí
| Pořadí | Jezdec                  | Tým              | Čas         |
| ------ | ----------------------- | ---------------- | ----------- |
| 1      | Miguel Indurain (ESP)   | Banesto          | 92h 44' 59" |
| 2      | Alex Zülle (SUI)        | ONCE             | + 4' 35"    |
| 3      | Bjarne Riis (DEN)       | Gewiss-Ballan    | + 6' 47"    |
| 4      | Laurent Jalabert (FRA)  | ONCE             | + 8' 24"    |
| 5      | Ivan Gotti (ITA)        | Gewiss-Ballan    | + 11' 33"   |
| 6      | Melchor Mauri (ESP)     | ONCE             | + 15' 20"   |
| 7      | Fernando Escartin (ESP) | Mapei-GB-Latexco | + 15' 49"   |
| 8      | Tony Rominger (SUI)     | Mapei-GB-Latexco | + 16' 46"   |
| 9      | Richard Virenque (FRA)  | Festina-Lotus    | + 17' 31"   |
| 10     | Hernán Buenahora (COL)  | Kelme-Sureña     | + 18' 50"   |

### Bodovací soutěž
| Pořadí | Jezdec                       | Tým                                 | Body |
| ------ | ---------------------------- | ----------------------------------- | ---- |
| 1      | Laurent Jalabert (FRA)       | ONCE                                | 333  |
| 2      | Džamolidin Abdužaparov (UZB) | Team Jumbo-Visma                    | 271  |
| 3      | Miguel Indurain (ESP)        | Banesto                             | 180  |
| 4      | Bjarne Riis (DEN)            | Gewiss-Ballan                       | 175  |
| 5      | Erik Zabel (GER)             | Team Telekom/ZG Mobili-Selle Italia | 168  |
| 6      | Giovanni Lombardi (ITA)      | Polti-Granarolo-Santini             | 144  |
| 7      | Bo Hamburger (DEN)           | TVM-Polis Direct                    | 103  |
| 8      | Maximilian Sciandri (GBR)    | MG Maglificio-Technogym             | 102  |
| 9      | Andrea Ferrigato (ITA)       | Team Telekom/ZG Mobili-Selle Italia | 97   |
| 10     | Andrei Tchmil (UKR)          | Lotto-Isoglass                      | 95   |

### Vrchařská soutěž
| Pořadí | Jezdec                   | Tým                   | Body |
| ------ | ------------------------ | --------------------- | ---- |
| 1      | Richard Virenque (FRA)   | Festina-Lotus         | 438  |
| 2      | Claudio Chiappucci (ITA) | Carrera Jeans-Tassoni | 214  |
| 3      | Alex Zülle (SUI)         | ONCE                  | 205  |
| 4      | Miguel Indurain (ESP)    | Banesto               | 198  |
| 5      | Hernán Buenahora (COL)   | Kelme-Sureña          | 177  |
| 6      | Marco Pantani (ITA)      | Carrera Jeans-Tassoni | 142  |
| 7      | Laurent Dufaux (SUI)     | Festina-Lotus         | 132  |
| 8      | Fernando Escartin (ESP)  | Mapei-GB-Latexco      | 121  |
| 9      | Laurent Brochard (FRA)   | Festina-Lotus         | 104  |
| 10     | Federico Muñoz (COL)     | Kelme-Sureña          | 101  |

### Soutěž jezdců do 25 let
| Pořadí | Jezdec                 | Tým                     | Čas          |
| ------ | ---------------------- | ----------------------- | ------------ |
| 1      | Marco Pantani (ITA)    | Carrera Jeans–Tassoni   | 93h 11' 19"  |
| 2      | Bo Hamburger (DEN)     | TVM–Polis Direct        | + 8' 29"     |
| 3      | Beat Zberg (SUI)       | Carrera Jeans–Tassoni   | + 40' 48"    |
| 4      | Lance Armstrong (USA)  | Motorola                | + 1h 01' 46" |
| 5      | Georg Totschnig (AUT)  | Polti–Granarolo–Santini | + 1h 03' 27" |
| 6      | Andrea Peron (ITA)     | Motorola                | + 1h 15' 58" |
| 7      | Gabriele Colombo (ITA) | Gewiss–Ballan           | + 1h 30' 54" |
| 8      | Didier Rous (FRA)      | Carrera Jeans–Tassoni   | + 1h 41' 19" |
| 9      | Erik Dekker (NED)      | Novell–Decca–Colnago    | + 2h 12' 08" |
| 10     | Marco Milesi (ITA)     | Brescialat–Fago         | + 2h 27' 50" |

### Soutěž týmů
| Pořadí | Tým                   | Čas          |
| ------ | --------------------- | ------------ |
| 1      | ONCE                  | 278h 29' 35" |
| 2      | Gewiss–Ballan         | + 13' 23"    |
| 3      | Mapei–GB–Latexco      | + 55' 53"    |
| 4      | Festina–Lotus         | + 1h 17' 05" |
| 5      | Carrera Jeans–Tassoni | + 1h 23' 31" |
| 6      | Banesto               | + 1h 54' 11" |
| 7      | Kelme–Sureña          | + 2h 01' 09" |
| 8      | Castorama             | + 3h 03' 39" |
| 9      | Motorola              | + 3h 17' 31" |
| 10     | Brescialat–Fago       | + 3h 28' 02" |

### Soutěž bojovnosti
| Pořadí | Jezdec                 | Tým           | Body |
| ------ | ---------------------- | ------------- | ---- |
| 1      | Hernán Buenahora (COL) | Kelme-Sureña  | 36   |
| 2      | Richard Virenque (FRA) | Festina-Lotus | 30   |
| 3      | Laurent Jalabert (FRA) | ONCE          | 30   |